# Walter Hofmann (Altphilologe)
Walter Hofmann (* 4. November 1925 in Zittau; † 2. März 2009 in Belgershain) war ein deutscher Altphilologe.

## Leben
Walter Hofmann studierte nach dem Einsatz im Zweiten Weltkrieg an der Universität Leipzig Klassische Philologie und Alte Geschichte. 1954 wurde er bei Franz Dornseiff mit der Dissertation Die Götter, ihre Funktionen und Epitheta bei Hesiod und Homer promoviert. Seine Habilitation erfolgte 1964 ebenfalls in Leipzig. 1974 wurde er zum außerordentlichen Professor für Klassische Philologie ernannt. 1990 trat er in den Ruhestand.
Walter Hofmann war mit Jürgen Werner bis 1990 der einzige Vertreter der Klassischen Philologie an der Universität Leipzig. Er beschäftigte sich hauptsächlich mit der lateinischen Dichtung, besonders mit dem Komödien des Plautus und den Epigrammen Martials. Von 1963 bis 1970 war er Mitherausgeber der Griechischen Reihe der Bibliothek der Antike, deren wissenschaftlichem Beirat er bis 1990 angehörte. In Reclams Universal-Bibliothek veröffentlichte er Übersetzungen verschiedener Plautus-Komödien, darunter Miles Gloriosus (1965), Amphitruo, Aulularia, Mostellaria (1971) und Menaechmi (1977).